# بيل تومسون (مقدم برامج إذاعية)
بيل تومسون (بالإنجليزية: Bill Thompson)‏ هو صحفي وكاتب بريطاني، ولد في 6 أكتوبر 1960 في جارو ‏ في المملكة المتحدة.

## وصلات خارجية
- الموقع الرسمي
- بيل تومسون على موقع IMDb (الإنجليزية)